# Joan Cosme (organista)
Joan Cosme (Montserrat, 5 de gener de 1736 - Montserrat, 29 d'octubre de 1778). Va ser organista i va estudiar en el monestir de Montserrat, on va prendre l'hàbit de monge. Segons Saldoni, va ser un organista molt distingit. Hi ha una manca important de dades biogràfiques. Va viure 42 anys.
Durant els trenta anys de mestratge a l'escolania, segons ens redacta el llibre de Maria Lluïsa Cortada, explica que l'escolania va tenir diversos monjos col·laboradors, hi van haver-hi sis del mateix sagristà major. Els organistes destacables que hi van estar, ja exerceixin conjuntament o progressivament aquest mester al llarg dels quaranta anys de la centúria i que van establir un cert apropament amb Viola va ser Jaume Duran (ca. 1705-1755), Carles Mascaró (1703-1793) com a cel·lista de la capella de música, Bernat Sastre (1774-1810) que també figurà com a flautista de la capella i, finalment, trobem a Joan Cosme com a possible organista i alhora compositor.